# جوزيبي جانديني
جوزيبي جانديني (بالإيطالية: Giuseppe Gandini)‏ هو لاعب كرة قدم إيطالي، ولد في 18 مارس 1900 في ألساندريا في إيطاليا، وتوفي بنفس المكان في 15 أكتوبر 1989. شارك مع منتخب إيطاليا لكرة القدم. أما مع النوادي، فقد لعب مع نادي ألساندريا.